# Burhaniye
Burhaniye este un oraș din Turcia.